# Erlöserkirche (Görlitz)
Die Erlöserkirche Kunnerwitz ist ein evangelischer Kirchenbau im Görlitzer Ortsteil Kunnerwitz. Die Kirche wurde Ende der 1830er Jahre errichtet und befindet sich samt dem angrenzenden Friedhof am westlichen Ende des Ortes.

## Geschichte
Kunnerwitz war Anfang des 16. Jahrhunderts nach Jauernick gepfarrt. Einer der bedeutendsten Pfarrer war Johann Zacharias zwischen 1516 und 1539 – in der Phase der Reformation. Am 27. April 1525 trafen sich mehrere Priester der Erzpriesterstühle zu Görlitz, Seidenberg und Reichenbach, um einen Konvent abzuhalten. Die Priester, darunter auch Johann Zacharias, schlossen sich nach dem Konvent der Reformation an. Dem Jauernicker Pfarrer folgten auch die meisten Gemeindemitglieder, die aus den umliegenden Ortschaften Jauernick, Niecha (heute: Buschbach), Ober-Pfaffendorf, Kunnerwitz, Klein- und Großbiesnitz, Schlauroth und Rauschwalde kamen.
Zacharias wechselte später nach Dresden. Sein Nachfolger war jedoch römisch-katholischer Konfession. So wechselten zahlreiche Gemeindemitglieder in die evangelischen Kirchgemeinden der Umgebung. Die meisten Kunnerwitzer besuchten den Gottesdienst im östlichen Leschwitz (heute Weinhübel). Während der sächsischen Ära blieben die Bitten der Kunnerwitzer nach einer eigenen evangelischen Kirche am königlichen Hof ungehört. Nach dem Wiener Kongress und dem Wechsel der östlichen Oberlausitz nach Preußen trat die evangelische Gemeinde erneut mit dem Gesuch an die königlich-preußische Regierungsstelle im Regierungsbezirk Liegnitz.
Nach schwierigen Verhandlungen mit den Nachbargemeinden über die Beendigung des Kirchenpatronats und Vermögensfragen wurde am 30. Juni 1834 ein Vertrag unterzeichnet, der der zukünftigen Evangelischen Kirchengemeinde Jauernick-Kunnerwitz unter anderem 20.000 Taler für den Bau einer Kirche zusprach. Am 2. Juli 1836 und am 2. September 1837 erwarb die Gemeinde die Grundstücke für den Kirchenbau für 975 Taler.
Der Vorentwurf für die Kirche sowie die davor befindliche Pfarrei und Kantorei mit Schulgebäude stammte vom Berliner Architekten Karl Friedrich Schinkel. Zwischen 1836 und 1839 entstanden die Kirche, die Pfarrei und die Schule unter der Leitung von preußischen Regierungsbaubeamten. Die Einweihung des Gotteshauses fand am 3. November 1839 statt. Allein die Orgel kostete 1518 Taler. Die drei Glocken mit einem Fis-Dur-Dreiklang kosteten 1150 Taler.
Bereits 1847 musste der Außenputz der Kirche erneuert werden. Bald darauf folgte der Einbau eines Halbrundfensters am Westgiebel über dem Altar. Im Jahr 1859 wurde die Turmspitze mit Weißblech gedeckt und mit einem Anstrich versehen, der einer Kupferpatina glich.
Während des Ersten Weltkrieges wurden die Glocken abgenommen. Sie wurden vermutlich eingeschmolzen und der Rüstungsindustrie zugeführt. Auch die 5,70 Meter hohe Kanzel wurde um einen Meter abgesenkt. Nach dem Krieg wurden 1921 drei neue Stahlglocken aufgezogen. Zum 100. Geburtstag 1939 wurden der Innenraum neu gestrichen und Schnitzarbeiten am Kanzelkorb vorgenommen.
Auf Antrag des Gemeindekirchenrat anlässlich der 125-Jahr-Feier (1964) erhielt das Gebäude den Namen Erlöserkirche. Die Kirche befand sich in einem schlechten baulichen Zustand. Das Dach war undicht, die Orgel fast nicht mehr bespielbar und die Balkenköpfe durch Schwamm befallen. Weiterhin waren sämtliche, die Turmspitze stützenden Balken morsch und der Außenputz bröckelte.
Bei einem Gespräch über die Sanierung der Kirche 1974 wurde erstmals die Idee geäußert, die Kirche in Höhe der ersten Empore zu teilen und somit ein angehobenes, verkleinertes Kirchenschiff zu schaffen. Bald wurde mit der Umsetzung des Gedankens begonnen. 1977 war die waagerechte Teilung des Innenraums bereits gut sichtbar. In den neuen Fußboden im Mittelschiff wurde eine Infrarotheizung eingebaut. Die Wiedereinweihung des neuen Kirchenraums fand am 1. November 1981 statt.

## Bauwerk
Der Baustil orientiert sich an der römischen Basilika mit Rundbögen und einer flachen Holzdecke. Eine Besonderheit ist, dass sich der 39,5 Meter hohe Kirchturm nicht wie üblich auf der Westseite befindet, sondern auf der Ostseite. Die Bauherren begründeten dies mit der Offenheit der Kirche zum Ort hin. Der Altar befindet sich jedoch auf der Westseite unterhalb des Halbrundfensters in der Westfassade. Beiderseits des Turms befinden sich Eingänge in das Kircheninnere. Eine Treppe führt hinauf in das 1981 eingeweihte Kirchenschiff.